# إنجي حسن أفلاطون
إنجي حسن أفلاطون (1924 - 1989) هي فنانة مصرية تنتمي إلى رواد الحركة الفنية التشكيلية في مصر والعالم العربي، كانت تتبع للمدرسة السريالية، ويظهر ذلك بوضوح على بعض لوحاتها كـ (الوحش الطائر) و(الحديقة السوداء)، وأقامت نحو 25 معرضًا حول العالم، ونحو 3 مؤلفات منها كتاب (نحن النساء المصريات)، ونالت وسام (فارس للفنون والآداب) من وزارة الثقافة الفرنسية عام 1986، وفي عام 2019 احتفى محرك البحث جوجل (google) بذكرى ميلادها يوم 16 أبريل.

## ولادتها
ولدت إنجي في 16 أبريل 1924، بقصر من قصور القاهرة وتلقت تعليمها في (مدرسة القلب المقدس) الفرنسية الداخلية، ثم في مدرسة الليسية الفرنسية حيث حصلت على شهادة البكالوريا.

## الإبداع الفني
بدأت طريق الإبداع الفني تلقائياً قبل أن تدرس فن الرسم دراسة أكاديمية، فقد استقدم لها والدها معلماً حين لمس نزوعها نحو الفن وبعد فترة التقت بأحد الفنانين الذين أثروا في الحركة الفنية آنذاك وهو كامل التلمساني الذي أخذ يشرح لها الفن ويوجهها نحو تاريخ الفنون وفلسفة الجمال، وقدم لها فنون التراث واتجاهات الفن الحديث من خلال المراجع والصور؛ فانفتحت أمامها نافذة أطلت منها على عالم الفنون الحافل بالجمال وكان ذلك من عام 1942 حتى 1945.

## السريالية
اتخذت إنجي من السريالية منهجاً للتعبير عن نفسها فنياً فصورت كل ما خطر ببالها من أحلام وكوابيس بطريقة روائية ويظهر ذلك في لوحات (الوحش الطائر) 1941، (الحديقة السوداء) 1942 و(انتقام شجرة) 1943 وفي نفس الوقت تقريباً بدأت انجي أفلاطون مشوارها الفني مع جماعة (الفن والحرية) التي ضمت بين أعضائها محمود سعيد وفؤاد كامل.

## العالمية
حظيت إنجي أفلاطون بتقدير عال شرقاً وغرباً عبر مشوارها الطويل في طريق فن الرسم التصويري وقال عنها النقاد (إنها تضفي قدراً هائلًا من الحيوية على تفسيرها للطبيعة.. وتدرك قيمة العمل كجزء لا يتجزأ من المنظر الطبيعي).. وفي روما قالوا عنها (إنها خرجت من قلب الحركة التشكيلية المصرية المعاصرة التي ترتبط بالواقع تصور العظمة القاسية للطبيعة المصرية في لحظات من الحياة اليومية وتكمن قوتها في قدرتها على القبض على شعور ما).

## المعارض

### المعرض الأول
قدمت معرضها الخاص الأول عام 1951 والذي غلب عليه الطابع الواقعي الاجتماعي سواء في اللوحات التي عبرت فيها عن هيمنة الرجل على مقدرات المرأة أو اللوحات التي صورت الكفاح المسلح ضد قوات الاحتلال البريطاني مثل (لن ننسى) التي عبرت عن شهداء الفدائيين في معارك قناة السويس.

### المعارض الخاصة
أقامت الفنانة انجي أفلاطون حوالي 25 معرضاً خاصاً في الداخل والخارج منها:
- معرض روما 1967
- معرض في مدينة دوسلدورف وبرلين الشرقية وموسكو 1970
- معرض بنيودلهي 1979
- معرض بأكاديمية روما 1981
- أقامت معرضاً شاملاً لأعمالها الفنية بقاعة إخناتون 1942، 1985
- معرض بقاعة إخناتون 1987
- معرض بالكويت 1988
- نظم أتيليه القاهرة معرضاً لإحياء ذكرى الفنانة 1989
- تم عرض لوحاتها في صالون 1990
- اُفتتح معرض كبير لأعمالها ويُعد المعرض الأول في واشنطن للنساء في الفنون 1994.

### المَعَارض الجماعية الدولية
شاركت في معارض الجماعية الدولية ومنها:
- بينالي ساوباولو 1953
- بينالي فينيسيا 1952، 1968
- بينالي الإسكندرية لدول البحر المتوسط الدورة (4) 1961، الدورة (6) 1965
- معرض الفن المعاصر ببلغراد 1974
- صالون (المستقلين) بباريس رقم (87) عام 1976 "قوميسير"
- شاركت في معرض الفن المصري المعاصر بباريس وكانت "قوميسير"
- شاركت مع عدد من الفنانين المصريين في معرض ألاباما الولايات المتحدة 1988.

## أشهر اللوحات
- جمع الذرة
- حاملة شجرة الموز
- جمع البرتقال
- الشجرة الحمراء
- سوق الجمال
- صياد بلطيم
- الزوجة الرابعة

## المؤلفات والأنشطة الثقافية
- صدر لها كتاب بعنوان (80 مليون امرأة معنا) 1947
- كتاب بعنوان (نحن النساء المصريات) 1949
- كتاب (السلام والجلاء) 1951.

## الجوائز
نالت إنجي أفلاطون جوائز محلية ودولية منها:
- جائزتين من صالون القاهرة عامي 1956، 1957
- الجائزة الأولى في مسابقة المناظر الطبيعية التي نظمتها وزارة الثقافة عام 1959
- وسام (فارس للفنون والآداب) 1985ـ 1986 من وزارة الثقافة الفرنسية.[12]

## وفاتها
توفيت إنجي أفلاطون في 17 أبريل 1989.